# Mario Ricci
Mario Ricci (Padua, 13 de agosto de 1914 - Como, 22 de fevereiro de 2005) foi um ciclista italiano que foi profissional entre 1938 e 1950.
Durante sua carreira profissional conseguiu 25 vitórias, dentre as quais destacam 4 etapas do Giro de Itália, um Campeonato de Itália de ciclismo em estrada, duas edições da Volta a Llombardia e uma etapa da Volta em Catalunha.
Entre 1967 e 1972 foi comissário técnico da selecção nacional de ciclismo italiana. Durante estes anos conseguiram-se dois triunfos ao Campeonato do mundo de ciclismo: Vittorio Enfeite, o 1968 a Imola, e Marinho Basso, o 1972 a Gap.

## Palmarés
- 1932
  - 1º no Giro do Cigno
- 1941
  - 1º no Giro de Lombardia
  - 1º no Giro da Província de Milão, com Fausto Coppi
  - 1º no Circuito da Fortezza
  - 1º na Coppa Vale Scrivia
  - 1º em Bolonha
- 1942
  - 1º no Circuito do Império a Roma
  - 1º em Benevento
- 1943
  - Campeão de Itália em estrada
- 1944
  - 1º na Roma-Subiaco-Roma e vencedor de 2 etapas
- 1945
  - 1º no Giro de Lombardia
  - 1º no Troféu Matteotti
  - 1º em Bollate
  - Vencedor de uma etapa ao Giro das Quatro Províncias
- 1946
  - 1º na Milão-Mantua
  - 1º em Bollate
  - Vencedor de uma etapa ao Giro de Itália
- 1947
  - 1º na Coppa Bernocchi
  - Vencedor de uma etapa ao Giro de Itália
  - Vencedor de uma etapa ao Tour de Romandia
- 1948
  - Vencedor de uma etapa ao Giro de Itália
- 1949
  - 1º na Coppa Bernocchi
  - Vencedor de uma etapa ao Giro de Itália
- 1950
  - Vencedor de uma etapa à Volta a Catalunha

### Resultados ao Giro de Itália
- 1939. Abandona
- 1940. Abandona
- 1946. Abandona. Vencedor de uma etapa
- 1947. Abandona. Vencedor de uma etapa
- 1948. 33º da classificação geral. Vencedor de uma etapa
- 1949. 49º da classificação geral. Vencedor de uma etapa
- 1950. Abandona

### Resultados ao Tour de France
- 1949. 41º da classificação geral